# Burk
För andra betydelser, se Burk (olika betydelser).

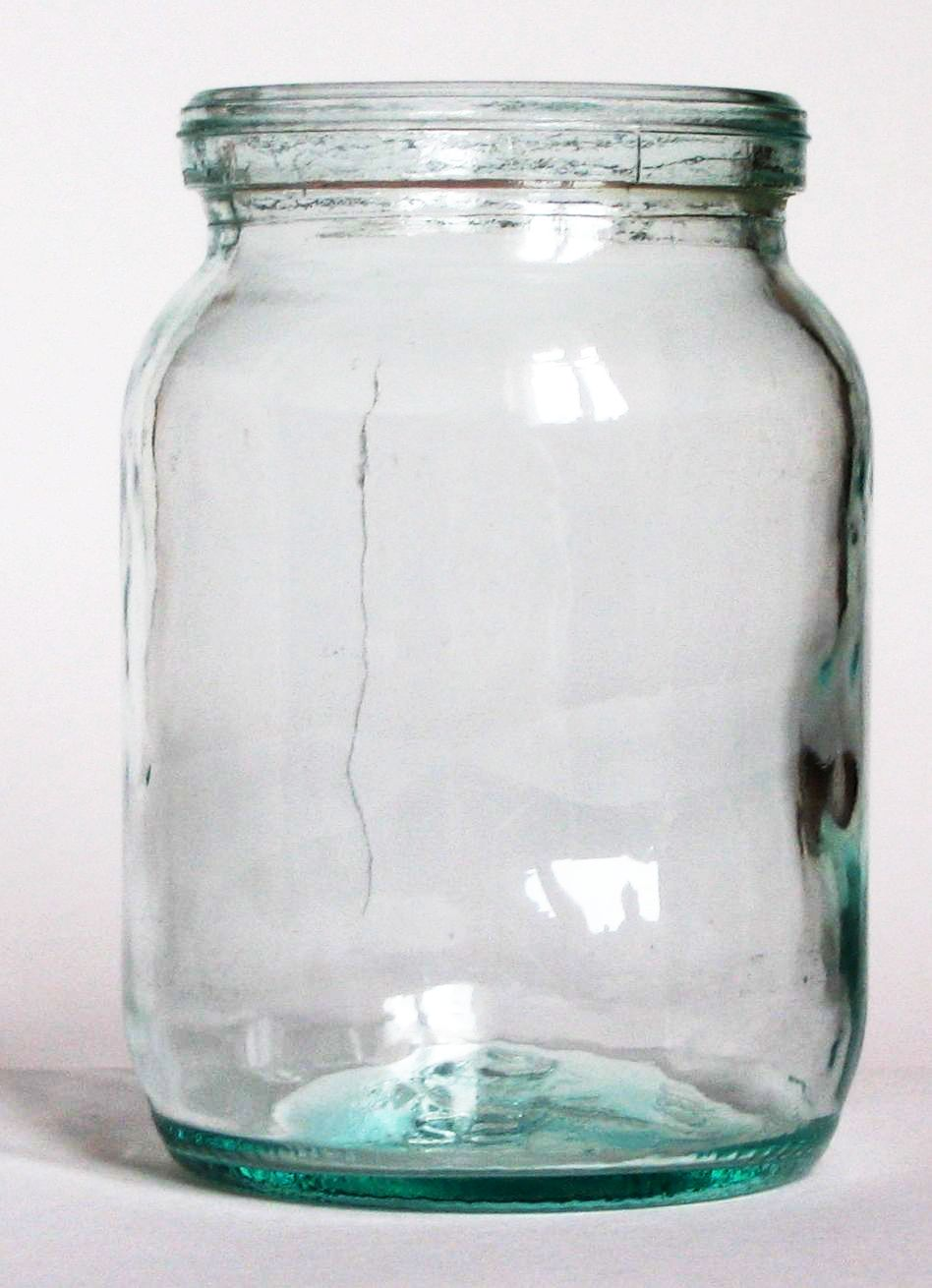
En glasburk.

Burk avser en mindre behållare med lock som ofta är cylindrisk. Burkar kan till exempel vara gjorda av metall, glas eller plast, och har i regel lock. Konservburken i metall uppfanns 1810 av britten Peter Durand.
Ordet "burk" är belagt i svenska språket sedan 1385.